# Monika Zeiner

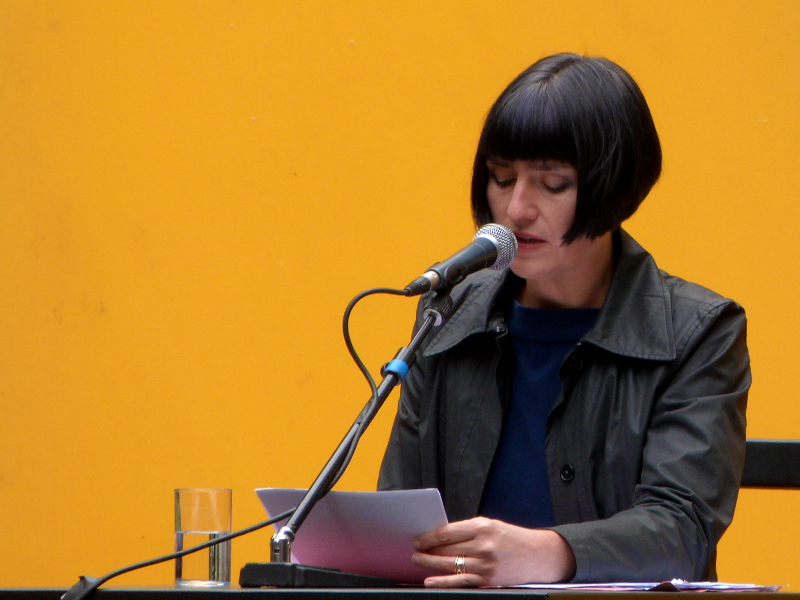
Monika Zeiner (2013)

Monika Zeiner (* 10. Mai 1971 in Würzburg) ist eine deutsche Autorin.

## Werdegang
Zeiner machte ihr Abitur am Matthias-Grünewald-Gymnasium in Tauberbischofsheim. Sie studierte Romanistik und Theaterwissenschaft in Berlin und Neapel und schloss 2004 an der Freien Universität Berlin mit einer Promotion über die Bedeutung der Melancholie für den Diskurswandel in der Scuola Siciliana und im Dolce Stil Nuovo ab. Von Zeiner stammen mehrere Hörspiele. 2013 legte sie ihren Debütroman Die Ordnung der Sterne über Como vor. 2024 folgte der zweite Roman Villa Sternbald oder Die Unschärfe der Jahre, der ein breites Presseecho auslöste. Unter dem Künstlernamen Mona Stinelli war sie Sängerin und Texterin der Italo-Swing-Band Marinafon. Zeiner lebt mit zwei Kindern und ihrem Lebensgefährten in Berlin.

## Auszeichnungen
2007 war Zeiner Stipendiatin der Schreibwerkstatt der Jürgen-Ponto-Stiftung. Für einen Auszug aus ihrem Roman Die Ordnung der Sterne über Como erhielt sie den Publikumspreis der lit.Cologne 2013. Ihr Debüt wurde zudem für den Deutschen Buchpreis 2013 (Shortlist) und den Aspekte-Literaturpreis nominiert. Während der Arbeit am Roman Villa Sternbald oder Die Unschärfe der Jahre war sie 2014  Stipendiatin des Deutschen Literaturfonds, erhielt 2015 ein Arbeitsstipendium für Schriftstellerinnen und Schriftsteller der Kulturverwaltung des Berliner Senats und wurde 2016 mit dem Comburg-Stipendium der Stadt Schwäbisch Hall ausgezeichnet. Der Roman wurde zudem von der Literaturredaktion des Deutschlandfunk unter die zehn besten deutschsprachigen Romane des Jahres 2024 gewählt. Darüber hinaus stand der Roman im Dezember 2024 und im Februar 2025 auf Platz 5 und Platz 7 der SWR-Bestenliste.
2025 erhält Monika Zeiner für ihren Roman Villa Sternbald oder Die Unschärfe der Jahre den Düsseldorfer Literaturpreis sowie das London-Stipendium des Deutschen Literaturfonds.

## Werke
- Der Blick der Liebenden und das Auge des Geistes: Die Bedeutung der Melancholie für den Diskurswandel in der Scuola Siciliana und im Dolce Stil Nouvo, Winter, Heidelberg 2006, ISBN 978-3-8253-5209-7
- Die Ordnung der Sterne über Como (Roman), Blumenbar, Berlin 2013, ISBN 978-3-351-05000-9
- Villa Sternbald oder Die Unschärfe der Jahre (Roman), dtv Verlagsgesellschaft, München 2024, ISBN 978-3-423-28424-0